# 碧华园

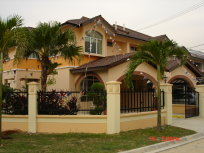

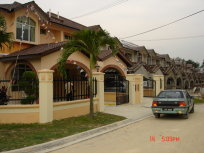

碧华园（马来语：Taman Skudai Indah）是马来西亚柔佛新山县依斯干达公主城士姑来的一个小型住宅区，于2005年八月正式落成，被大学城、士古来丽雅园以及丽宁镇包围。此区路名都以马来文Keindahan 命名。马来西亚工艺大学以及霸级购物中心永旺离开碧华园的距离很近。碧华园距离新山市区距离大约有20公里。和谐巴士P202是唯一一个有在碧华园停靠的巴士路线。